# Martania taeniata
Martania taeniata es una especie de polilla de la familia Geometridae. Se encuentra en grandes partes del Paleártico.
La envergadura de sus alas es de entre 19-28 mm. Las alas anteriores tienen una banda central de coloración oscura. Muy variable en tamaño, forma y coloración; un punto blanco o blanquecino en el margen distal del ala distingue a esta especie de las demás de su género.
No se conocen las larvas en su estado silvestre, pero probablemente se alimentan de diversas especies de musgos. En cautividad es posible alimentarlas con Taraxacum officinale, Stellaria media y Polygonum aviculare. Los adultos se pueden encontrar desde junio a septiembre. La especie pasa el invierno en estado de larva.

## Subespecies
- Martania taeniata taeniata
- Martania taeniata obsoletum (Djakonov, 1929) (Kamchatka)